# システム開発隊
システム開発隊（しすてむかいはつたい、JGSDF System Research & Development Unit:SRD）は、陸上自衛隊市ヶ谷駐屯地（東京都新宿区）に駐屯するシステム通信団の隷下部隊のひとつである。

## 概要
陸上自衛隊システムの開発・評価・改善を行う。前身は中央システム管理隊（Central System Management Unit;C-SysM）。

## 沿革
（前史を含む）
中央システム管理隊
- 1994年（平成6年）3月28日：通信団隷下部隊として中央システム管理隊が市ヶ谷駐屯地において編成完結。

※新編時の編成：隊本部（市ヶ谷駐屯地）、開発隊（設計班は市ヶ谷駐屯地、ほかは大宮駐屯地）、評価隊（大宮駐屯地）
- 1997年（平成9年）：開発隊、評価隊が大宮駐屯地から市ヶ谷駐屯地へ移駐。
- 2004年（平成16年）3月29日：隷下組織の改編および業務の移管。

1. 運営隊の業務（指揮システムの維持管理）を中央基地通信隊に移管。
（これに伴い中央基地通信隊は中央基地システム通信隊に改編）
2. 開発隊および評価隊を「プログラム開発隊」および「分析設計隊」に改編。

システム開発隊
- 2008年（平成20年）3月26日：システム開発隊として新編、研究本部隷下に編入。
- 2018年（平成30年）3月27日：研究本部隷下からシステム通信団隷下に移動。
- 2026年（令和8年）3月：システム通信団隷下から教育訓練研究本部隷下に配属替予定

## 部隊編成
- システム開発隊本部
- プログラム開発隊
- 分析設計隊
- システム管理隊

隊員はシステム関連特技、またはこれと同等の能力（経済産業省認定の情報処理技術者資格等）を有する諸職種の自衛官および事務官、技官で構成されている。

## 主要幹部
| 官職名           | 階級          | 氏名     | 補職発令日     | 前職                                 |
| ---------------- | ------------- | -------- | -------------- | ------------------------------------ |
| システム開発隊長 | 1等陸佐（二） | 益子誉一 | 2025年03月17日 | 陸上自衛隊教育訓練研究本部企画調整官 |

| 代                                                               | 氏名                               | 在職期間                           | 出身校・期                         | 前職                                                 | 後職                                                         |
| 中央システム管理隊長（通信団隷下）                               | 中央システム管理隊長（通信団隷下） | 中央システム管理隊長（通信団隷下） | 中央システム管理隊長（通信団隷下） | 中央システム管理隊長（通信団隷下）                   | 中央システム管理隊長（通信団隷下）                           |
| ---------------------------------------------------------------- | ---------------------------------- | ---------------------------------- | ---------------------------------- | ---------------------------------------------------- | ------------------------------------------------------------ |
| 01                                                               | 内村彰和                           | 1994.3.28 - 1997.6.30              | 防大11期                           | 東北方面総監部総務部総務課長 →1994.3.23 通信団本部付 | 第6後方支援連隊長                                            |
| 02                                                               | 森村正昭                           | 1997.7.1 - 1999.11.30              | 防大13期                           | 第31普通科連隊長                                     | 市ヶ谷駐屯地業務隊長（末代） →2000.3.28 中央業務支援隊副隊長 |
| 03                                                               | 永井博                             | 1999.12.1 - 2002.7.31              | 防大16期                           | 第39普通科連隊長 兼 弘前駐屯地司令                   | 中部方面総監部監察官                                         |
| 04                                                               | 下之薗正俊                         | 2002.8.1 - 2004.7.31               | 防大17期                           | 装備実験隊副隊長                                     | 海田市駐屯地業務隊長                                         |
| 05                                                               | 國澤輝生                           | 2004.8.1 - 2006.3.26               | 防大19期                           | 装備実験隊副隊長                                     | 第2師団司令部幕僚長                                          |
| 末                                                               | 山根洋                             | 2006.3.27 - 2008.3.25              | 防大19期                           | 装備実験隊副隊長                                     | システム開発隊長                                             |
| システム開発隊長（陸上自衛隊研究本部隷下及びシステム通信団隷下） |                                    |                                    |                                    |                                                      |                                                              |
| 01                                                               | 山根洋                             | 2008.3.26 - 2008.8.1               | 防大19期                           | 中央システム管理隊長                                 | 退職（陸将補昇任）                                           |
| 02                                                               | 速水健一                           | 2008.8.1 - 2011.4.18               | 防大24期                           | 第2特科群長                                          | 陸上自衛隊研究本部総合研究部第5研究課長                      |
| 03                                                               | 長合友造                           | 2011.4.19 - 2013.3.22              | 防大27期                           | 陸上自衛隊研究本部主任研究開発官                     | 装備実験隊副隊長                                             |
| 04                                                               | 大森俊之                           | 2013.3.23 - 2015.11.30             | 防大29期                           | 第1電子隊長                                          | 通信団副団長                                                 |
| 05                                                               | 平田高志                           | 2015.12.1 - 2017.7.31              | 防大37期                           | 陸上自衛隊研究本部企画調整官                         | 陸上自衛隊研究本部主任研究開発官                             |
| 06                                                               | 鈴木雄一                           | 2017.8.1 - 2019.7.31               | 防大34期                           | 陸上自衛隊研究本部主任研究開発官                     | 情報本部                                                     |
| 07                                                               | 木戸泰雄                           | 2019.8.1 - 2021.7.31               | 防大33期                           | 陸上自衛隊富士学校特科部副部長                       | 防衛大学校教授                                               |
| 08                                                               | 佐藤雅宏                           | 2021.8.1 - 2023.3.12               | 防大33期                           | 第1電子隊長                                          | 退職（陸将補昇任）                                           |
| 09                                                               | 中野和行                           | 2023.3.13 - 2025.3.16              | 防大40期                           | 自衛隊指揮通信システム隊勤務                         | 防衛装備庁長官官房装備開発官付 第4開発室長                   |
| 10                                                               | 益子誉一                           | 2025.3.17 -                        | 防大41期                           | 陸上自衛隊教育訓練研究本部 企画調整官                |                                                              |

## 備考
以前は各方面通信群にも「システム管理隊」（隊長は2等陸佐）が編成されていたが、通信技術の革新に伴い基地通信大隊と統合され、現在は方面総監部所在駐屯地の「基地システム通信中隊」隷下の「システム運営隊」（隊長は3等陸佐または1等陸尉）となっている。
- 北部方面通信群：第101システム管理隊（平成6年～平成16年）
- 東部方面通信群：第102システム管理隊（平成9年～平成19年）
- 西部方面通信群：第103システム管理隊（平成11年～平成16年）
- 東北方面通信群：第104システム管理隊（平成12年～平成17年）
- 中部方面通信群：第105システム管理隊（平成13年～平成18年）